# Forsythieae
Tribu
Les Forsythieae sont une tribu de plantes à fleurs de la famille des Oléacées.
Le genre type est Forsythia Vahl.

## Liste des genres
Abeliophyllum – Forsythia

## Publication originale
- Johnson L.A.S., 1957. Contr. New South Wales Natl. Herb. 2: 397.